# 아세이시촌
아세이시촌(浅瀬石村)은 아오모리현 미나미쓰가루군에 있던 촌이다. 

## 연혁
- 1889년 4월 1일 - 정촌제 시행에 의해 미나미쓰가루군 아사세이시촌, 나카가와촌, 다카가노촌과 합병해, 아사세이시촌이 성립하였다.
- 1954년 7월 1일 - 미나미쓰가루군 구로이시정, 나카고촌, 로쿠고촌, 야마가타촌과 합병해 시로 승격하여 구로이시시가 되었다.